# Recht am eigenen Bild (Österreich)
Das Recht am eigenen Bild in Österreich, hier auch speziell Bildnisschutz genannt, ist im § 78 des Urheberrechtsgesetzes (UrhG) geregelt.

## Regelung
Absatz 1 des Urheberrechtsgesetzes besagt: „Bildnisse von Personen dürfen weder öffentlich ausgestellt noch auf eine andere Art, wodurch sie der Öffentlichkeit zugänglich gemacht werden, verbreitet werden, wenn dadurch berechtigte Interessen des Abgebildeten oder, falls er gestorben ist, ohne die Veröffentlichung gestattet oder angeordnet zu haben, eines nahen Angehörigen verletzt würden.“ 
Nach neuerer Rechtsprechung kann aber auch schon alleine die Herstellung eines Bildnisses ein unzulässiger Eingriff in das Persönlichkeitsrecht des Betroffenen sein. 
Strafrechtlicher Schutz Minderjähriger findet sich im § 207a StGB. 
Außerdem gelten auch der verfassungsrechtlich verankerte allgemeine Schutz der Privatsphäre, wie auch datenschutzrechtliche Bestimmungen.

Das Bildnisrecht ist eine Ausprägung des im § 16 ABGB normierten Persönlichkeitsrechts und wird durch die – analog anzuwendende – Bestimmung über das Namensrecht nach § 43 ABGB ergänzt:

„Der Bildnisschutz ist ein Persönlichkeitsrecht im Sinn des § 16 ABGB. § 78 UrhG schützt ideelle und materielle Interessen; letztere aber nur dann, wenn durch die Verletzung ideeller Interessen auch materielle Interessen berührt sind.“

Weiters ist der Begriff Bildnis umfassend auszulegen, er umfasst Fotos wie auch Gemälde oder Karikaturen:
„Ein Bildnis liegt dann vor, wenn die Darstellung dazu bestimmt und geeignet ist, eine Person in ihrer dem Leben nachgebildeten äußeren Erscheinung dem Beschauer vor Augen zu führen und das Aussehen im Bild wiederzugeben, wobei es in der Regel die Gesichtszüge sind, die einen Menschen von seinen Mitmenschen unterscheiden und für den Betrachter erkennbar machen.“
Nur bei (befürchteter) Verletzung schutzwürdiger Interessen hat die abgebildete Person zivilrechtliche Ansprüche auf Unterlassung (§ 81 UrhG), Beseitigung (§ 82 UrhG), Urteilsveröffentlichung (§ 85 UrhG) und eventuell Schadenersatz und Herausgabe des Gewinns (§ 87 UrhG) gegen den Veröffentlichenden. Im Falle der Bildbestreitung oder -anmaßung besteht ebenso ein Rechtsanspruch auf Unterlassung, wenn beispielsweise ein Personenbild mit einem anderen Namen betitelt wird (Bildanmaßung). 
Die aus dem Bildnisschutzrecht erwachsenden Ansprüche können durch eine einstweilige Verfügung gesichert werden. Verletzt sind schutzwürdige Interessen nach § 78 UrhG z. B. bei Eindringen in die Privatsphäre, oder bei herabwürdigender Darstellung der Person (z. B. Nacktfotos), sei es auch nur im Zusammenhang mit dem dazugehörigen Text.

Es besteht eine differenzierte Judikatur darüber, wann schutzwürdige Interessen verletzt sind und wann nicht. Danach soll der Abgebildete davor geschützt werden, dass er durch Verbreitung seines Bildnisses bloßgestellt, sein Privatleben der Öffentlichkeit preisgegeben oder sein Bildnis auf eine Art benützt wird, die zu Missdeutungen Anlass geben kann oder entwürdigend oder herabsetzend wirkt (3 Ob 443/55 = SZ 28/205). Werden Bilder unautorisiert für Werbung verwendet, verstößt dies gegen berechtigte Interessen des § 78 UrhG (4 Ob 100/94).